# 闪仲侗
閃仲侗（？—？），字士覺，號知願，回回人，雲南永昌軍民府保山縣人，明朝政治人物、詩人。閃繼迪次子，閃仲儼之弟。

## 生平
天启七年（1627年）丁卯科云南乡试第一名举人（解元），授翰林院編修。
南明时，从永历帝，任翰林院待詔，与沐天波等偕死缅甸。

## 著作
闪仲侗有诗才，和父亲游历吴越，多游览唱和，著有《鹤和篇》三卷。《四库全书总目提要》评价《鹤和篇》：“是集一卷为杂文，一卷为诗，一卷为制义。”